# Er-Rich
Er-Rich (arabisch الريش; Zentralatlas-Tamazight ⴰⵔⵔⵉⵛ) ist eine etwa 29.000 Einwohner zählende Stadt in der Provinz Midelt in der Region Drâa-Tafilalet im Südosten Marokkos.

## Lage und Klima
Er-Rich liegt am Oberlauf des Oued Ziz gut 75 km (Fahrtstrecke) südöstlich der Provinzhauptstadt Midelt in den östlichen Ausläufern des Hohen Atlas in einer Höhe von ca. 1320 m. Die Städte Errachidia und Erfoud befinden sich in ca. 70 bzw. 140 km Entfernung in südlicher Richtung. Das Klima ist wegen der Höhenlage eher gemäßigt; Regen (ca. 300 mm/Jahr) fällt vorwiegend im Winterhalbjahr.

## Bevölkerung
| Jahr      | 1994   | 2004   | 2014   | 2024   |
| Einwohner | 13.952 | 20.155 | 25.992 | 28.462 |

Die Einwohner der Stadt sind nahezu ausschließlich berberischer Abstammung; die meisten sind erst in den letzten Jahrzehnten aus den Dörfern des Hohen und Mittleren Atlas zugewandert. Man spricht verschiedene Dialekte des Zentralatlas-Tamazight und Marokkanisches Arabisch.

## Wirtschaft
Während die Landwirtschaft noch immer die größte Rolle in den Dörfern der Umgebung spielt, ist aus Er-Rich eine merkantil, handwerklich, schulisch und verwaltungsmäßig orientierte Kleinstadt geworden.

## Geschichte
Mangels schriftlicher Überlieferung ist über die ältere und mittelalterliche Geschichte von Er-Rich nichts bekannt. Bis zur Mitte des 20. Jahrhunderts war Er-Rich nicht mehr als ein größeres Dorf, das allerdings in der Nähe eines alten Karawanenweges und der von den Franzosen gebauten Pistenstraße lag, die die Dattelpalmenoasen des Tafilalet (Rissani/Sijilmassa) mit den städtischen Zentren des Nordens (Fès, Meknès) verband.

## Sehenswürdigkeiten
- Der Ort selbst hat keinerlei historisch oder kulturell bedeutsame Sehenswürdigkeiten. Die hauptsächlich aus Hohlblocksteinen errichteten Häuser des Ortes haben Treppen, Decken und Flachdächer aus Beton. Sie sind verputzt und haben einen hellroten Anstrich, der nahezu überall in den Klein- und Mittelstädten Südmarokkos anzutreffen ist.

Umgebung
- Die Umgebung eignet sich für Wander- oder Trekkingtouren in die Berge des Hohen und Mittleren Atlas (z. B. zum etwa 35 km entfernten Jbel Ayachi).